# Felsővirányos
Felsővirányos (1899-ig Felső-Szitnyicze, szlovákul: Vyšná Sitnica, korábban Horný Žitnice) község Szlovákiában, az Eperjesi kerület Homonnai járásában.

## Fekvése
Homonnától 25 km-re északnyugatra fekszik.

## Története
1408-ban említik először.
A 18. század végén Vályi András így ír róla: „SITNICZE. Alsó, és Felső Sitnicze. Két tót falu Zemplén Várm. földes Urok Gr. Barkóczy Uraság, lakosaik katolikusok, fekszenek egymáshoz közel, Kosarócznak szomszédságában; dombos, veres agyagos határjok 3 nyomásbéli, gabonát, árpát, és zabot terem; erdejek van tőlgyes, és bikkes; szőlejek nints, piatzok Homonnán, és Varannón.”
Fényes Elek 1851-ben kiadott geográfiai szótárában így ír a faluról: „Felső-Szitnyicze, tót falu, Zemplén vmegyében, Jankócz fiókja: 216 kath., 8 zsidó lak., 379 h. szántófölddel. F. u. b. Vécsey.”
Borovszky Samu monográfiasorozatának Zemplén vármegyét tárgyaló része szerint: „Felsővirányos, azelőtt Felső-Sitnyicze. Kisközség 47 házzal, 357 lakossal, a kik mindannyian tótajkúak és nagyobb részben római katholikusok. Postája Homonnaolyka, távírója Kelcse és vasúti állomása Homonna. Előbb Bakócz-birtok, azután a kir. kamaráé, majd a Perényiek kapják és végre a Pethő család birtokába jut. Az újabb időben a Vécseyek, Barkóczyak, Jekelfalussyak, Dessewffyek és a Szirmayak a földesurai. Most azonban nagyobb birtokosa nincsen. A község határában nagyobb gőzfűrésztelep van. A gör. és róm. katholikusoknak itt közös templomuk van, mely 1892-ben épült. Van itt egy újabb úrilak is, melyet a mult század vége felé Szinnyei Félixné építtetett és ez most a Szinnyey családé.”
1920 előtt Zemplén vármegye Sztropkói járásához tartozott.

## Népessége
| Év:            | 1994. | 2004.    | 2014.   | 2024.    |
| -------------- | ----- | -------- | ------- | -------- |
| Emberek száma: | 458   | 410      | 382     | 325      |
| Eltérés:       |       | -10,48 % | -6,82 % | -14,92 % |

| Év:            | 2023. | 2024.   |
| -------------- | ----- | ------- |
| Emberek száma: | 326   | 325     |
| Eltérés:       |       | -0,30 % |

1910-ben 458, többségben szlovák lakosa volt, jelentős német kisebbséggel.
2001-ben 412 lakosából 400 szlovák volt.
2011-ben 387 lakosából 382 szlovák.

## Nevezetességei
- A Rózsafüzér királynője tiszteletére szentelt, római katolikus templomát 1767-ben építették.

## Külső hivatkozások
- Községinfó
- Felsővirányos Szlovákia térképén
- E-obce.sk